# Euclides Triches
Euclides Triches (Caxias do Sul, 23 de abril de 1919 - Caxias do Sul, 11 de febrero de 1994) es un exmilitar, ingeniero metalúrgico y político brasileño. Fue gobernador de Rio Grande do Sul en la dictadura militar.
Entró en la política en 1951, siendo elegido alcalde de su ciudad natal por el Partido Social Democrático. Tras concluir su mandato en 1955 fue nombrado secretario estatal de Obras Públicas durante el gobierno de Ildo Meneghetti. En 1955 concurrió a las elecciones a la alcaldía de Porto Alegre, siendo derrotado por Leonel Brizola, del PTB. En 1962 fue elegido diputado federal, siendo reelegido en 1966.
Como miembro del PSD, formó parte junto a los otros grupos de derecha (la UDN y el Partido Libertador) en la creación de la ARENA, partido político de apoyo al gobierno militar instaurado tras el golpe militar de 1964. Fue designado gobernador de Rio Grande do Sul por el gobierno federal y ratificado por una Asamblea Legislativa controlada por la ARENA. Se mantuvo en el cargo del 15 de marzo de 1971 al 15 de marzo de 1975.
- Datos: Q5398261